# Canucha specularis
Canucha specularis là một loài bướm đêm thuộc họ Drepanidae. Nó được tìm thấy ở Hồng Kông, Ấn Độ, miền nam Trung Quốc, Sundaland và Sulawesi.

## Hình ảnh

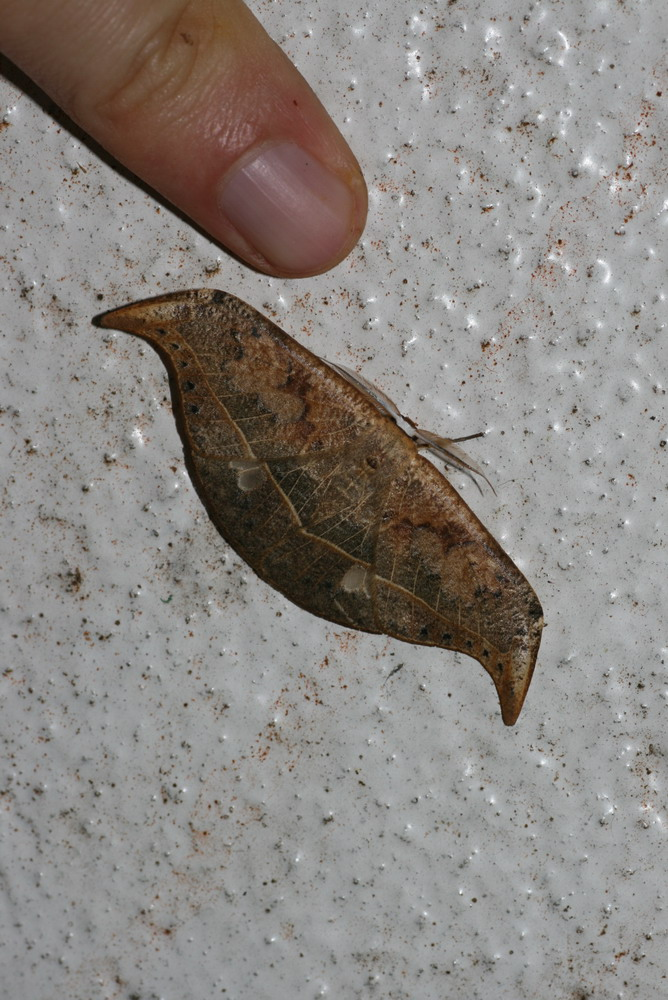